# Schizoporella kiiensis
Schizoporella kiiensis är en mossdjursart som först beskrevs av Okada och Shunsuke F. Mawatari 1938.  Schizoporella kiiensis ingår i släktet Schizoporella och familjen Schizoporellidae. Inga underarter finns listade i Catalogue of Life.